# Jełdos Äbykenow
Jełdos Äbykenow (kaz. Елдос Әбікенов; 21 stycznia 1990) – kazachski zapaśnik walczący w stylu wolnym. Brązowy medalista igrzysk wojskowych w 2015. Drugi na wojskowych MŚ w 2014 i trzeci w 2013, 2016 i 2018 roku.